# Oumar N'Diaye (voetballer, 1988)
Oumar N'Diaye (Nouakchott, 9 december 1988) is een Mauritaans voetballer die speelt als een voorkeur voor middenvelder. Hij zit nu bij Blagnac FC.

## Carrière
N'Diaye heeft gespeeld bij Toulouse FC, FC Metz, Luzenac AP, Limoges FC en MO Béjaïa.
N'Diaye maakt zijn debuut bij Mauritanië in 2013. Hij heeft 3 wedstrijden gespeeld voor zijn nationale ploeg.